# Ібс
Ібс (нім. Ybbs) річка в Австрії, в федеральній землі Нижня Австрія права притока Дунаю.
Джерело річки знаходиться на перевалі Целлерайн в Ібстальских Альпах на кордоні Нижньої Австрії та Штирії біля м.Маріацелль. Впадає до р. Дунай біля м. Ібс-на-Дунаї.
На річці знаходяться міста Оппоніц, Ібзиц, Вайдхофен-на-Ібсі, Амштеттен.